# Habranthus sanavirone
Habranthus sanavirone là một loài thực vật có hoa trong họ Amaryllidaceae. Loài này được Roitman, J.A.Castillo, G.M.Tourn & Uria mô tả khoa học đầu tiên năm 2007.